# Fabresema flavibasalis
Fabresema flavibasalis är en fjärilsart som beskrevs av Holloway 1979. Fabresema flavibasalis ingår i släktet Fabresema och familjen björnspinnare. Inga underarter finns listade i Catalogue of Life.